# Jan Karbowski
Jan Ryszard Karbowski (ur. 2 września 1943 w Gerze, zm. 18 października 2016 w Szczecinie) – polski ekonomista i polityk, senator III kadencji.

## Historia
Syn Jana i Reginy. W 1979 ukończył studia w jeleniogórskiej filii Akademii Ekonomicznej we Wrocławiu w zakresie ekonomiki turystyki. Od 1961 zatrudniony w Jeleniogórskich Zakładach Graficznych. W latach 1974–1982 kierował zarządem okręgu Funduszu Wczasów Pracowniczych w Karpaczu. Później do 1988 był prezydentem Jeleniej Góry. Działał w Związku Zawodowym Pracowników FWP. W 1992 przeszedł na rentę inwalidzką.
Zasiadał w radzie naczelnej Socjaldemokracji Rzeczypospolitej Polskiej. W latach 1993–1997 sprawował mandat senatora III kadencji, wybranego z listy Sojuszu Lewicy Demokratycznej w województwie jeleniogórskim. Pracował w Komisji Kultury, Środków Przekazu, Wychowania Fizycznego i Sportu oraz w Komisji Spraw Zagranicznych i Międzynarodowych Stosunków Gospodarczych. Od 1998 do 2006 pełnił z ramienia SLD funkcję radnego powiatu jeleniogórskiego. W 2006 nie został ponownie wybrany.
W 1997 odznaczony Krzyżem Kawalerskim Orderu Odrodzenia Polski.
Pochowany na cmentarzu komunalnym w Jeleniej Górze.